# Lacs de Clairvaux
Als Lacs de Clairvaux werden zwei nebeneinander liegende Seen im westlichen Abschnitt des französischen Juras, im Département Jura der Region Bourgogne-Franche-Comté bezeichnet. Sie liegen auf 526 m in einer Talmulde am Rand des Hochjuras, bei Clairvaux-les-Lacs, rund 20 km südöstlich von Lons-le-Saunier.
Der Grand Lac hat eine Fläche von 56 Hektar, eine Länge von rund 1,2 Kilometern und eine Breite von etwa 650 m. Seine größte Wassertiefe beträgt 20 m.
Der südlich anschließende Petit Lac hat eine Fläche von 17 Hektar, eine Länge von rund 700 m und eine Breite von etwa 370 m. Seine größte Wassertiefe beträgt 15 m.
Die beiden Seen werden im Osten und Südosten von den Waldhöhen der Forêt de la Joux (bis 850 m) flankiert. Im Westen sind sie durch eine Anhöhe von der breiten Talmulde des Ain getrennt. Der Petit Lac wird vom Wasser aus zwei Quellen im Talkessel südöstlich des Sees gespeist. Von diesem See führt ein 300 m langer Kanal nach Norden zum Grand Lac. Die Raillette, der Abfluss des Grand Lac, fließt durch Clairvaux-les-Lacs und mündet in den Drouvenant, einen linken Seitenbach des Ain.
Während der Petit Lac als Trinkwasserspeicher für fünf angrenzende Gemeinden genutzt wird, dient der Grand Lac im Sommer als Badesee. Am Ostufer des Grand Lac befindet sich ein Ferienzentrum mit Camping- und Zeltplätzen. Spuren einer neolithischen Siedlung wurden am Nordufer gefunden.